# خیار فسخ
خیار یا خیار فسخ اصطلاحی در فقه و حقوق به معنای حق برهم‌زدن یک‌جانبه قرارداد است.
خیار اسم مصدری به معنی اختیار و به مفهوم اختیاری‌ست که شخص در فسخ معامله دارد. در قانون مدنی ایران به پیروی از کتب فقهی یک نظریه عمومی برای خیارات ایجاد شده که در قوانین دیگر کشورها مانند ندارد.

## انواع خیار
در ماده ۳۹۶ قانون مدنی ده نوع خیار ذکر شده‌است:
- خیار مجلس: اختیار برهم‌زدن بیع تا زمانی که دو طرف در کنار هم هستند و از هم جدا نشده‌اند.
- خیار حیوان: اختیار فسخ معامله خرید حیوان برای مشتری تا سه روز پس از عقد.
- خیار شرط: شرطی در قرارداد که به یکی از دو طرف یا شخص ثالثی در مدت معینی اختیار فسخ قرارداد را می‌دهد.
- خیار تأخیر ثمن: اختیار در فسخ معامله بر اثر عدم پرداخت ثمن در ظرف سه روز از تاریخ بیع.
- خیار رؤیت و تخلف وصف: خیار بر هم زدن قرارداد برای شخصی که مالی را ندیده و فقط به اعتبار اوصافی که برای آن ذکر شده خریده باشد و موضوع معامله دارای اوصافی که ذکر شده نباشد.
- خیار غبن: اختیار فسخ معامله برای کسی که دچار غبن فاحش شده‌است.
- خیار عیب: اختیار فسخ معامله به دلیل عیبی که در مبیع بوده و مشتری در هنگام عقد از آن اطلاع نداشته.
- خیار تدلیس: اختیار فسخ برای کسی که فریب خورده باشد.
- خیار تبعض صفقه
- خیار تخلف شرط

علاوه بر موارد مذکور در ماده ۳۹۶ قانون مدنی ، خیارات دیگری نیز وجود دارد از جمله:
- خیار تعذر تسلیم [۲][۳]
- خیار تفلیس [۴][۵][۶]

## مبنای خیار
اختیار فسخی که به یکی از دو طرف معامله داده می‌شود ممکن است بر مبنای خواست طرفین باشد و مبنای قراردادی داشته باشد مانند خیار شرط. یا برای جبران ضرر ناروایی باشد که از اجرای قرارداد ناشی می‌شود همچون خیار غبن و عیب یا عادت‌ها و سنت‌های تاریخی وجود آن را توجیه کند مانند خیار مجلس.

## خیارهای مشترک و مخصوص بیع
هر خیار در هر معامله‌ای می‌تواند موجود باشد به‌جز خیارهای مجلس، حیوان و تاخیر ثمن که مخصوص بیع هستند.
با این حال همه خیارها همواره در هر قراردادی موجود نیستند. مثلاً در قرارداد بیمه خیار غبن نمی‌تواند وجود داشته باشد. یا خیار شرط را در نکاح نمی‌توان آورد.